# 第十届中国电影导演协会2018年表彰大会
第十届中国电影导演协会2018年表彰大会是中国电影导演协会对2018年中国电影给予的表彰，于2019年3月1日公布初评入围名单。3月25日，提名发布会在北京举行，现场公布了终评提名名单。4月26日在北京中国电影导演中心举行颁奖典礼，于4月28日晚22点在东方卫视播出。

## 表彰内容
评委会奖
- 年度导演
- 年度影片
- 年度男演员
- 年度女演员
- 年度青年导演
- 年度编剧
- 评委会特别奖（颁发给音乐、摄影指导、美术指导、剪辑、音响设计、特效设计及在年度有特殊贡献的工作人员）

执委会表彰
- 杰出贡献导演
- 年度港台导演

## 评委会
初评委员会
王红卫（主席）、徐浩峰、谢东燊、李蔚然、张大磊
终评委员会
尹力（主席）、王小帅、王红卫、高晓松、薛晓路、李玉、文晏、路阳、郭帆

## 入围名单
| 年度影片 1. 《暴裂无声》 2. 《后来的我们》 3. 《江湖儿女》 4. 《找到你》 5. 《阿拉姜色》 6. 《红海行动》 7. 《米花之味》 8. 《我不是药神》 9. 《邪不压正》 10. 《北方一片苍茫》 11. 《影》 12. 《无名之辈》 13. 《地球最后的夜晚》 14. 《大世界》 15. 《一出好戏》 16. 《快把我哥带走》 17. 《未择之路》 18. 《你好，之华》 19. 《冥王星时刻》 20. 《自行车与旧电钢》 21. 《超时空同居》 22. 《柔情史》 23. 《红花绿叶》 24. 《旺扎的雨靴》 | 年度导演 1. 忻钰坤 《暴裂无声》 2. 贾樟柯 《江湖儿女》 3. 吕乐 《找到你》 4. 松太加 《阿拉姜色》 5. 鹏飞 《米花之味》 6. 文牧野 《我不是药神》 7. 姜文 《邪不压正》 8. 蔡成杰 《北方一片苍茫》 9. 张艺谋 《影》 10. 饶晓志 《无名之辈》 11. 毕赣 《地球最后的夜晚》 12. 刘健 《大世界》 13. 黄渤 《一出好戏》 14. 唐高鹏 《未择之路》 15. 章明 《冥王星时刻》 16. 邵攀 《自行车与旧电钢》 17. 苏伦 《超时空同居》 18. 杨明明 《柔情史》 19. 刘苗苗、胡维捷 《红花绿叶》 20. 拉华加 《旺扎的雨靴》 | 年度编剧 1. 忻钰坤 《暴裂无声》 2. 贾樟柯 《江湖儿女》 3. 扎西达娃、松太加 《阿拉姜色》 4. 韩家女、钟伟、文牧野 《我不是药神》 5. 姜文、李非、孙悦 《邪不压正》 6. 蔡成杰 《北方一片苍茫》 7. 黄渤、张冀、郭俊立、查慕春、崔斯韦、邢爱娜、黄湛中 《一出好戏》 8. 赵越 《快把我哥带走》 9. 章明、龚竽溪 《冥王星时刻》 10. 苏伦 《超时空同居》 11. 刘苗苗、石舒清 《红花绿叶》 年度青年导演 1. 忻钰坤 《暴裂无声》 2. 鹏飞 《米花之味》 3. 文牧野 《我不是药神》 4. 蔡成杰 《北方一片苍茫》 5. 饶晓志 《无名之辈》 6. 毕赣 《地球最后的夜晚》 7. 邵攀 《自行车与旧电钢》 8. 苏伦 《超时空同居》 9. 杨明明 《柔情史》 10. 拉华加 《旺扎的雨靴》 | 年度男演员 1. 廖凡 饰 斌哥 《江湖儿女》 2. 宋洋 饰 张保民 《暴裂无声》 3. 徐峥 饰 程勇 《我不是药神》 4. 王传君 饰 吕受益 《我不是药神》 5. 章宇 饰 胡广生 《无名之辈》 6. 黄觉 饰 罗纮武 《地球最后的夜晚》 7. 王学兵 饰 二勇 《未择之路》 8. 王学兵 饰 王准 《冥王星时刻》 9. 秦昊 饰 尹川 《你好，之华》 10. 雷佳音 饰 陆鸣／陆石屹 《超时空同居》 年度女演员 1. 周冬雨 饰 方小晓 《后来的我们》 2. 赵涛 饰 赵巧巧 《江湖儿女》 3. 谭卓 饰 翠霞 《暴裂无声》 4. 谭卓 饰 刘思慧 《我不是药神》 5. 马伊琍 饰 孙芳 《找到你》 6. 尼玛颂宋 饰 俄玛 《阿拉姜色》 7. 英泽 饰 叶喃 《米花之味》 8. 任素汐 饰 马嘉旗 《无名之辈》 9. 张子枫 饰 时秒 《快把我哥带走》 10. 周迅 饰 袁之华 《你好，之华》 11. 曾美慧孜 饰 春苔 《冥王星时刻》 |

## 提名及表彰名单
为最终表彰获得者
| 表彰项目             | 姓名                 | 电影                                   | 颁奖嘉宾                                                    |
| -------------------- | -------------------- | -------------------------------------- | ----------------------------------------------------------- |
| 年度电影             | -                    | 《我不是药神》                         | 陈可辛、陶虹、梁静                                          |
| 年度电影             | -                    | 《江湖儿女》                           | 陈可辛、陶虹、梁静                                          |
| 年度电影             | -                    | 《红海行动》                           | 陈可辛、陶虹、梁静                                          |
| 年度电影             | -                    | 《影》                                 | 陈可辛、陶虹、梁静                                          |
| 年度电影             | -                    | 《无名之辈》                           | 陈可辛、陶虹、梁静                                          |
| 年度导演             | 文牧野               | 《我不是药神》                         | 江平、陈坤、白百何                                          |
| 年度导演             | 贾樟柯               | 《江湖儿女》                           | 江平、陈坤、白百何                                          |
| 年度导演             | 张艺谋               | 《影》                                 | 江平、陈坤、白百何                                          |
| 年度导演             | 姜文                 | 《邪不压正》                           | 江平、陈坤、白百何                                          |
| 年度导演             | 吕乐                 | 《找到你》                             | 江平、陈坤、白百何                                          |
| 年度编剧             | 韩家女、钟伟、文牧野 | 《我不是药神》                         | 薛晓路、徐浩峰、马伊琍                                      |
| 年度编剧             | 贾樟柯               | 《江湖儿女》                           |                                                             |
| 年度编剧             | 姜文、李非、孙悦     | 《邪不压正》                           |                                                             |
| 年度编剧             | 忻钰坤               | 《暴裂无声》                           |                                                             |
| 年度编剧             | 扎西达娃、松太加     | 《阿拉姜色》                           |                                                             |
| 年度青年导演         | 文牧野               | 《我不是药神》                         | 曾國祥、钟楚曦、齐溪                                        |
| 年度青年导演         | 忻钰坤               | 《暴裂无声》                           | 曾國祥、钟楚曦、齐溪                                        |
| 年度青年导演         | 饶晓志               | 《无名之辈》                           | 曾國祥、钟楚曦、齐溪                                        |
| 年度青年导演         | 苏伦                 | 《超时空同居》                         | 曾國祥、钟楚曦、齐溪                                        |
| 年度青年导演         | 毕赣                 | 《地球最后的夜晚》                     | 曾國祥、钟楚曦、齐溪                                        |
| 年度男演员           | 徐峥                 | 程勇《我不是药神》                     | 涂们、周迅、张译                                            |
| 年度男演员           | 廖凡                 | 斌哥《江湖儿女》                       | 涂们、周迅、张译                                            |
| 年度男演员           | 王传君               | 吕受益《我不是药神》                   | 涂们、周迅、张译                                            |
| 年度男演员           | 章宇                 | 胡广生《无名之辈》                     | 涂们、周迅、张译                                            |
| 年度男演员           | 王学兵               | 二勇《未择之路》 王准《冥王星时刻》    | 涂们、周迅、张译                                            |
| 年度女演员           | 任素汐               | 马嘉旗《无名之辈》                     | 黄觉、咏梅、颜丙燕                                          |
| 年度女演员           | 周冬雨               | 方小晓《后来的我们》                   | 黄觉、咏梅、颜丙燕                                          |
| 年度女演员           | 马伊琍               | 孙芳《找到你》                         | 黄觉、咏梅、颜丙燕                                          |
| 年度女演员           | 赵涛                 | 赵巧巧 《江湖儿女》                    | 黄觉、咏梅、颜丙燕                                          |
| 年度女演员           | 谭卓                 | 翠霞 《暴裂无声》 刘思慧《我不是药神》 | 黄觉、咏梅、颜丙燕                                          |
| 年度港台导演         | 庄文强               |                                        | 董成鹏、沈月、王一博                                        |
| 年度杰出贡献导演表彰 | 黄建新               | -                                      | 路阳、郭帆、饶晓志、张大磊、忻钰坤、文牧野 、周子阳、王学博 |
| 评委会特别表彰       |                      | 《大世界》                             | 高晓松、海清、宋佳                                          |

## 其他
第四届青青葱五强名单：高朋《老枪》，周润泽《一个好学生的诞生》，王懿雪《泳往直前》，刘斯逸《三贵情史》，龙凌云《何处生长》。